# Bisdom Mymensingh
Het bisdom Mymensingh (Latijn: Dioecesis Mymensinghensis) is een rooms-katholiek bisdom met als zetel Mymensingh, hoofdstad van zowel de divisie Mymensingh als van het district Mymensingh, in Bangladesh. Het bisdom is suffragaan aan het aartsbisdom Dhaka. 

## Geschiedenis
Het bisdom werd opgericht op 15 mei 1987, uit delen van het aartsbisdom Dhaka. 

## Parochies
Het bisdom had in 2021 een oppervlakte van 16.448 km2 en telde 19.258.000 inwoners waarvan 0,4% rooms-katholiek was.

## Bisschoppen
- Francis Anthony Gomes (15 mei 1987 - 15 juli 2006)
- Paul Ponen Kubi (15 juli 2006 - heden; hulpbisschop sinds 24 december 2003)